# George Inness

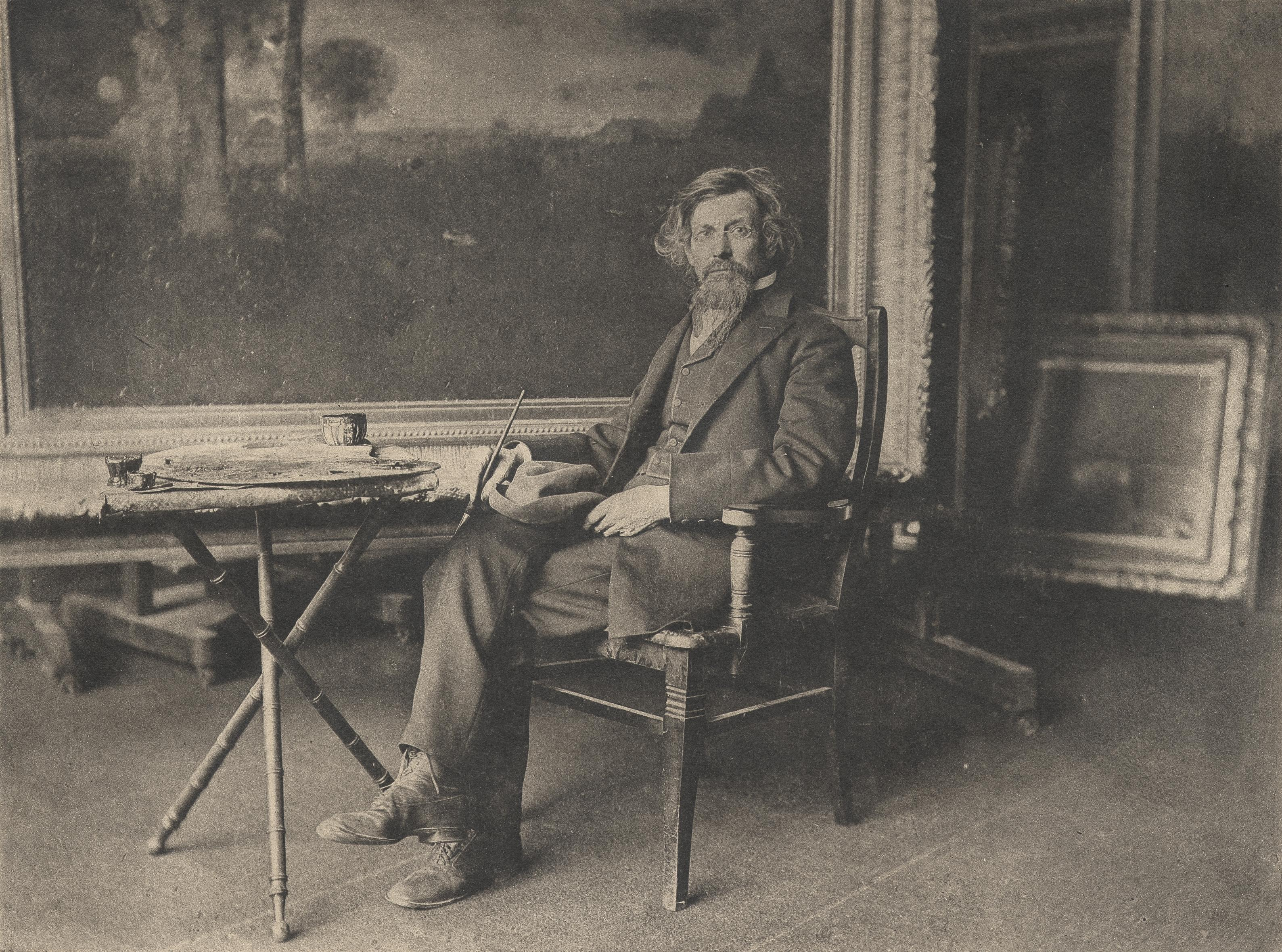
Georges Inness in zijn studio, 1893

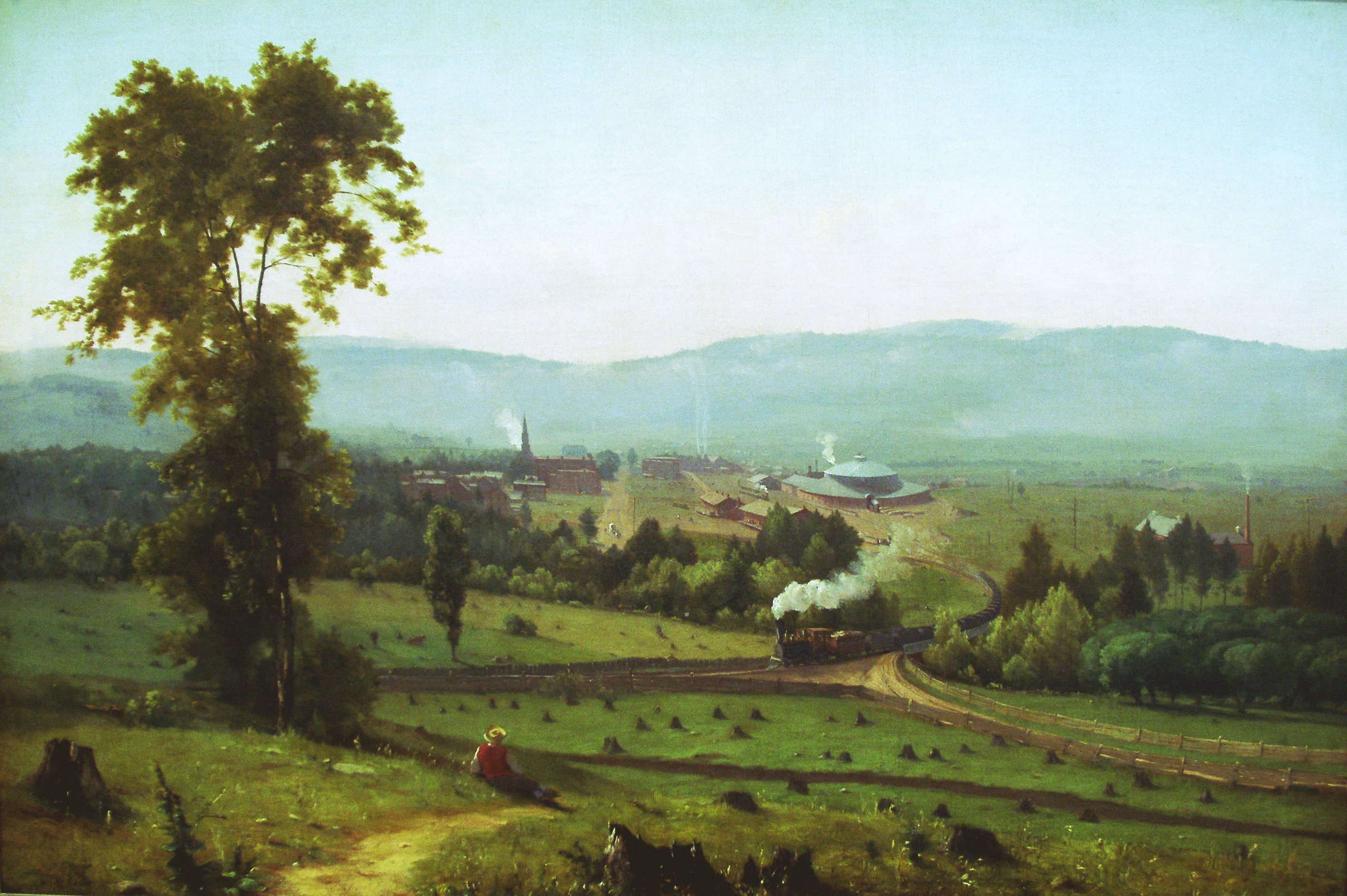
The Lackawanna Valley, 1855, National Gallery of Art, Washington

George Inness (Newburgh, New York, 1 mei 1825 – Bridge of Allan, Schotland, 3 augustus 1894) was een Amerikaans landschapschilder.
Inness was grotendeels autodidact. Hij maakte zijn eerste werken rond 1842 en werd aanvankelijk beïnvloed door de oude meesters en vervolgens door de Hudson River School. Deze laatste beweging ontstond halverwege de 19e eeuw en werd gevormd door een groep landschapschilders die sterk werden beïnvloed door de stroming van de romantiek. De naam is ontleend aan hun aanvankelijk werkgebied, de omgeving rond de vallei van de rivier de Hudson.
Inness vervaardigde in die periode nauwkeurig weergegeven landschappen op groot formaat, zoals Lackawanna Valley.
Door zijn reizen naar Europa maakte hij kennis met het werk van onder meer Claude Lorrain en de School van Barbizon. Dit gaf zijn eigen werk nieuwe impulsen en hij koos daarna voor eenvoudiger motieven, gedektere kleuren en intieme stukjes natuur waarbij hij trachtte de wisselende stemmingen in het landschap weer te geven. Zijn werk wordt dan wel gerekend tot het tonalisme, een stijl waarbij het gebruik van koele kleuren als grijs, bruin en blauw overheersen. Inness was hierin een van de leidende figuren, samen met James McNeill Whistler.
In 1870 ging Inness in Frankrijk werken, maar hij keerde in 1875 terug naar New York, waar zijn werk veel populariteit genoot. Later vestigde hij zich in Montclair in de staat New Jersey.